# Investigación ruidosa
La investigación ruidosa (en inglés noisy investigation) es una política de la Iglesia de la Cienciología para intimidar, acosar en grupo y atacar a sus enemigos usando la guerra psicológica.

## Características
El objetivo de una investigación ruidosa puede no ser averiguar algo, sino acosar a la persona investigada. El procedimiento es ponerse en contacto con amigos, vecinos, compañeros de trabajo, etc. e informarles que se están investigando delitos cometidos por el individuo atacado.
Una carta ejecutiva de la Oficina de Comunicaciones de L. Ron Hubbard de 1966 titulada "Cómo hacer una investigación RUIDOSA" describió la práctica como:

Usted averigua dónde trabaja o trabajó, doctor, dentista, amigos, vecinos, cualquiera, y llama por teléfono y dice: "Estoy investigando al Sr./Sra [...] por actividades delictivas ya que ha estado tratando de impedir la libertad del hombre y está restringiendo mi libertad religiosa y la de mis amigos e hijos, etc."

Un memorando, reimpreso por el periódico británico People, decía: 

Queremos al menos un mal apunte sobre cada psiquiatra de Inglaterra, un asesinato, una agresión, una violación o más de una [...] Este es el Proyecto Psiquiatría. Los eliminaremos.